# Derecho a la igualdad
El derecho a la igualdad significa que todo ser humano, desde su nacimiento, debe ser reconocido como igual ante la ley, por parte de los Estados. Esto implica que todos los seres humanos pueden disfrutar de todos los derechos sin que haya distinción alguna por motivos de raza, color, sexo, idioma, religión, opinión política o de cualquier otra índole, origen nacional o social, posición económica, nacimiento o cualquier otra condición.
Es importante señalar que, para que el derecho a la igualdad sea una realidad, no basta únicamente con la acción de los Estados, así estos sean sus principales garantes. Los ciudadanos también tienen el deber actuar en consecuencia con este derecho y de ejercer su capacidad de hacerlo valer. "El principio de la igualdad para todas las personas no sólo aplica a los gobiernos. Debe hacerse frente a la discriminación en el trabajo, en la escuela y en el hogar." 
“La noción de igualdad se desprende directamente de la unidad de naturaleza del género humano y es inseparable de la dignidad esencial de la persona, frente a la cual es incompatible toda situación que, por considerar superior a un determinado grupo, conduzca a tratarlo con privilegio; o que, a la inversa, por considerarlo inferior, lo trate con hostilidad o de cualquier forma lo discrimine del goce de derechos que sí se reconocen a quienes no se consideran incursos en tal situación de inferioridad. No es admisible crear diferencias de tratamiento entre seres humanos que no se correspondan con su única e idéntica naturaleza”.

## Historia

"Libertad, igualdad y fraternidad", el célebre lema de la Revolución francesa que inspiró el primer artículo de la Declaración Universal de los Derechos Humanos.

La igualdad, junto con la fraternidad y la libertad, fue una de las principales reivindicaciones de la Revolución Francesa, revolución inspirada en las ideas de los filósofos humanistas de la ilustración en el siglo XVIII. En 1789, la Asamblea de la revolución publicó la Declaración de los Derechos del Hombre y del Ciudadano, inspirándose en parte en la Declaración de Independencia de los Estados Unidos, estableciendo así el principio de libertad, igualdad y fraternidad. Posteriormente, esta declaración sería la base para la Constitución francesa de 1791. 
El derecho a la igualdad tiene su origen como concepto en el año 1948, en la Declaración Universal de los Derechos Humanos de la ONU. El artículo 1 de esta declaración, le asigna el mismo valor y los mismos derechos a todos los seres humanos. Aunque la Declaración Universal de los Derechos Humanos no es un documento obligatorio o vinculante para los Estados, la ONU señala que estos deben garantizar el principio de igualdad efectiva, es decir, evitar la existencia de normas que generen un trato desigual o discriminatorio en su aplicación. Esto implica que los Estados deben actuar con base al principio pro-persona, no solo promulgando este derecho en su ordenamiento jurídico, sino además garantizando el acceso a este de todas las personas, tanto en su ordenamiento jurídico, como en la creación y aplicación de medidas que impulsen la igualdad en sus diferentes políticas públicas. Con respecto a las políticas públicas estatales, cabe resaltar la importancia de implementar instrumentos de medición usando métodos mixtos, cuantitativos y cualitativos, tanto para hacer un análisis complejo del resultado de las intervenciones y políticas públicas, como para identificar posibles cuellos de botella en su implementación y hacer los ajustes necesarios para garantizar el acceso a este derecho y su goce pleno.

## Normativa Internacional

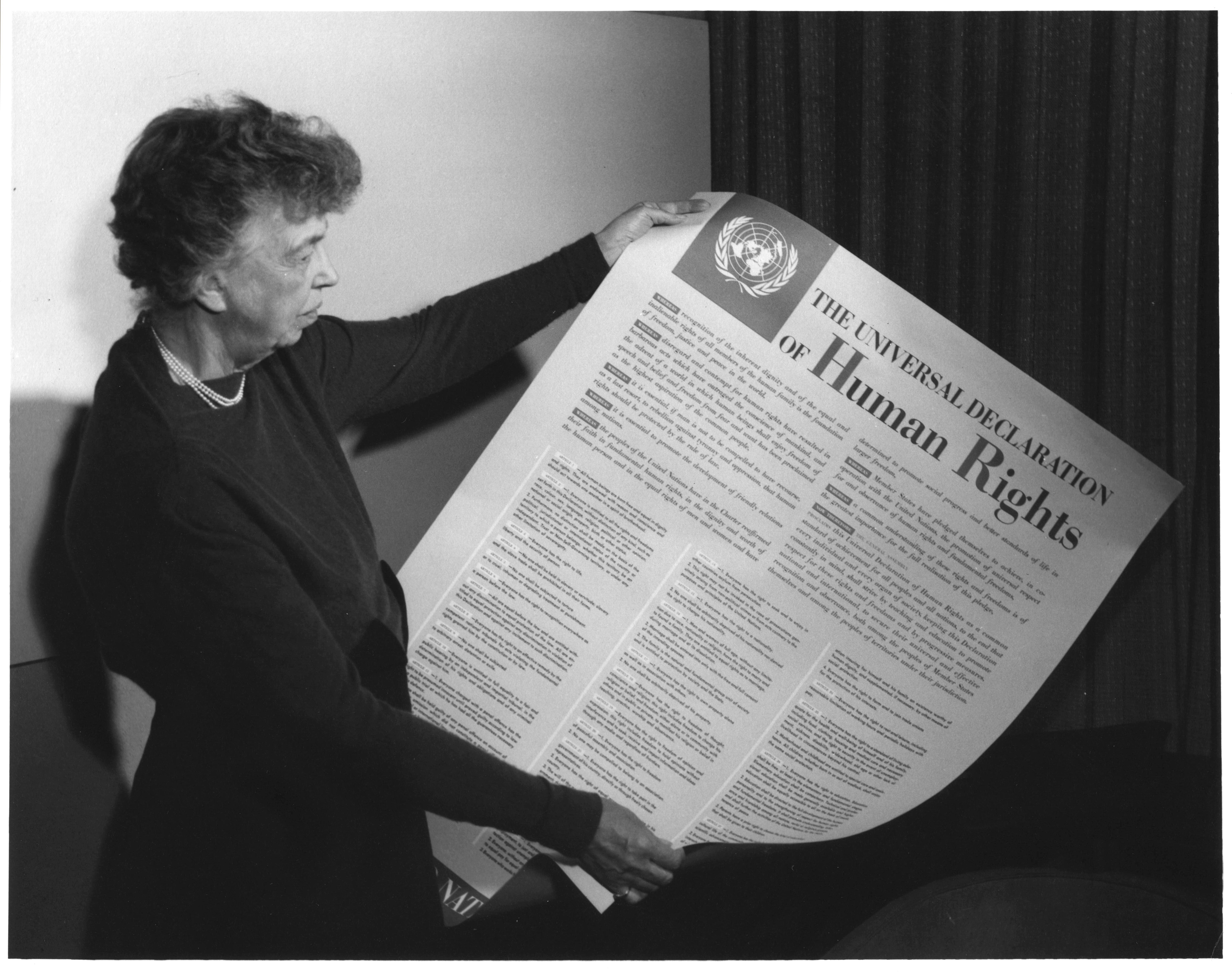
Eleanor Roosevelt sosteniendo una copia en inglés de la Declaración Universal de los Derechos Humanos.

El derecho a la igualdad es considerado como la base de la convivencia y es un derecho superior, conexo a todos los demás derechos humanos. El derecho a la igualdad, junto con el principio de la no discriminación, están ampliamente reconocidos en la normativa internacional y son transversales en todo el derecho internacional de derechos humanos; ambos están presentes en los principales tratados.
- En la Declaración Universal de los Derechos Humanos,[7] el derecho a la igualdad está reconocido principalmente en los artículos 1 (derecho a la igualdad),[1] artículo 2 (derecho a la no discriminación),[2] artículo 4 (derecho a no ser esclavizado),[8] artículo 7 (derecho a la igualdad ante la ley),[9] artículo 13 (derecho a la libertad de locomoción y residencia),[10] artículo 17 (derecho a la libertad de pensamiento, de conciencia y de religión),[11] artículo 21 (derecho a la participación política, a elegir y ser elegido)[12] artículo 23 (derecho al trabajo),[13] y artículo 26 (derecho a la educación).[14]
- En la Carta de las Naciones Unidas,[15] el derecho a la igualdad aparece en el capítulo I, artículos 1 (principio de la igualdad de derechos y la libre determinación de los pueblos) y 2 (principio de la igualdad soberana de todos los miembros de las Naciones Unidas); capítulo III, artículo 8 (elegibilidad en condiciones de igualdad) y capítulo IX, artículo 55 (cooperación para establecer condiciones de estabilidad y bienestar necesarias para las relaciones pacíficas y amistosas entre las naciones, basadas en el respeto al principio de la igualdad de derechos y al de la libre determinación de los pueblos).
- El derecho a la igualdad está reconocido en el Pacto Internacional de Derechos Civiles y Políticos en los artículos 1 (derecho a la libre autodeterminación de los pueblos)[16] artículo 2 (derecho a la igualdad y a la no discriminación),[17], artículo 3 (igualdad de género),[18] artículo 8 (derecho a nos ser esclavizado)[19] artículo 9 (derecho a la libertad),[20] artículo 12 (derecho a la libre circulación),[21] artículo 14 (igualdad ante la ley y derecho a un juicio justo),[22] artículo 17 (derecho a la intimidad y la honra),[23] artículo 18 (derecho a la libertad de pensamiento, conciencia y religión),[24] artículo 20 (prohibición de la apología del odio),[25] artículo 23 (derecho a la familia),[26] artículo 25 (derecho a la participación política),[27], artículo 26 (igualdad ante la ley)[28] y artículo 27 (protección de las minorías étnicas, religiosas o lingüísticas).[29]
- En el Pacto Internacional de Derechos Económicos, Sociales y Culturales, se hace referencia al derecho a la igualdad en los artículos 1 (derecho a la libre autodeterminación de los pueblos)[30] artículo 2 (derecho a la igualdad y a la no discriminación),[31], artículo 3 (igualdad de género),[32] artículo 5 (limitaciones)[33] artículo 6 (derecho al trabajo libremente escogido),[34] artículo 7 (derecho al trabajo en condiciones dignas y equitativas),[35] artículo 10 (libre conformación de la familia y protección en la gestación y a la infancia),[36] artículo 11 (derecho a la vida en condiciones dignas y a la protección contra el hambre),[37], artículo 12 (derecho a la buena salud física y mental)[38] artículo 13 (derecho a la educación),[39] y artículo 15 (derecho al acceso a la ciencia y la cultura).[40]

El derecho a la igualdad es el tema central de los siguientes documentos y por lo tanto se encuentra de forma transversal y conexa a todos sus artículos:
- La Convención Internacional sobre la Eliminación de todas las Formas de Discriminación Racial.
- La Convención sobre la Eliminación de Todas las Formas de Discriminación contra la Mujer.
- Los Principios de Yogyakarta: Principios sobre la aplicación de la legislación internacional de derechos humanos con relación a la orientación sexual y la identidad de género.
- La Convención Internacional sobre los Derechos de las Personas con Discapacidad.

## El derecho a la igualdad y desigualdad social
El derecho a la igualdad se ve afectado por la desigualdad social, la cual es la situación desigual a nivel económico y social que se da entre ciudadanos de un Estado o entre distintos países. Esta afectación al derecho a la igualdad ocurre por múltiples factores que finalmente se traducen en opresión sistémica, explotación, marginación, carencia de poder para participar y tener voz en las decisiones que afectan la vida pública y privada, estereotipos hacia grupos con desventajas, violencia física y/o sexual contra estos grupos etc. 
Como lo expone Kenji Yoshino en el artículo «The Pressure to Cover», la igualdad no se traduce únicamente en un trato igual ante la ley y en la garantía de justicia, sino en una adecuada aplicación de las leyes para la no discriminación, así como la mayor garantía de derechos, desde un enfoque transversal, en toda actuación y para toda persona habitante de su territorio, reconociendo su diversidad.
Algunos ejemplos de medidas adoptadas por diferentes Estados para mitigar la desigualdad social y promover la igualdad social son:
- Sistemas de subsidio a los servicios públicos de manera que los sectores más vulnerables económicamente puedan acceder a estos.
- En Brasil se han reservado cupos universitarios en universidades públicas para minorías raciales.
- En Francia y Suecia , se ofrecen sistemas públicos gratuitos de educación de alta calidad.

A nivel internacional, la Declaración sobre el progreso y el desarrollo en lo social, proclamada por la Asamblea General de las Naciones Unidas en 1969, proclama, en su artículo 1, el derecho a vivir con dignidad y a gozar libremente de los frutos del progreso social para todos los pueblos y todos los seres humanos, sin distinción alguna. En el artículo 2, se explica que tanto el progreso social, como el desarrollo en lo social, se fundan en el respeto de la dignidad y el valor de la persona humana, por lo cual es indispensable asegurar la promoción de los derechos humanos y la justicia social, además de "a) La eliminación inmediata y definitiva de todas las formas de desigualdad y de explotación de pueblos e individuos, de colonialismo, de racismo, incluso el nazismo y el apartheid, y de toda otra política e ideología contrarias a los principios y propósitos de las Naciones Unidas; b) El reconocimiento y la aplicación efectiva de los derechos civiles y políticos y de los derechos económicos, sociales y culturales sin discriminación alguna."

## Derecho a la igualdad, discriminación racial, étnica y xenofobia

Símbolo en contra de la discriminación racial.

El derecho a la igualdad incluye la prohibición de la discriminación racial y exige a los Estados adoptar medidas especiales para eliminar las condiciones que causan la discriminación racial o que contribuyen a perpetuarla. Esta prohibición se encuentra explícita en todos los instrumentos principales de derechos humanos, establece obligaciones para los Estados y les encomienda la tarea de erradicar la discriminación tanto del ámbito público como del privado.
El artículo 1 de la Convención Internacional sobre la Eliminación de todas las Formas de Discriminación Racial (ICERD, por sus siglas en inglés) define la discriminación racial como: “toda distinción, exclusión, restricción o preferencia basada en motivos de raza, color, linaje u origen nacional o étnico que tenga por objeto o por resultado anular o menoscabar el reconocimiento, goce o ejercicio, en condiciones de igualdad, de los derechos humanos y libertades fundamentales en las esferas política, económica, social, cultural o en cualquier otra esfera de la vida pública.”
En 2001 se llevó a cabo la Conferencia Mundial contra el Racismo, la Discriminación Racial, la Xenofobia y las Formas Conexas de Intolerancia. En esta se elaboró la Declaración y Programa de Acción de Durban, en que se encuentran incluidos los incidentes de formas contemporáneas de racismo y discriminación racial contra africanos y personas de ascendencia africana, árabes, asiáticos y personas de ascendencia asiática, migrantes, refugiados, solicitantes de asilo, personas pertenecientes a minorías y pueblos indígenas, así como otras víctimas. En abril de 2009, se examinó el progreso mundial alcanzado para superar el racismo por parte de la Conferencia de Examen de Durban.
Las situaciones en que la persistente la negación de los derechos humanos a personas que pertenecen a grupos raciales y étnicos distintos, como consecuencia de la discriminación racial, son una grave y sistemática violación de los derechos humanos. "La discriminación racial y étnica ocurre a diario a la vez que impide el progreso de millones de personas en todo el mundo. El racismo y la intolerancia destruyen vidas y comunidades por medio de sus diversas manifestaciones, desde privar a las personas de los principios fundamentales de igualdad y no discriminación, hasta propiciar el odio étnico que puede conducir al genocidio."
Un ejemplo extremo de violación al derecho de la igualdad por motivos étnicos por parte de un Estado, es el caso del genocidio rohinyá por parte del Estado de Myanmar. La ley de ciudadanía aprobada en 1982 le ha negado la nacionalidad, e incluso la condición de seres humanos, a los rohingyas nacidos en  Myanmar. La escalada de violencia y terror desatada por parte del ejército en contra de este grupo étnico, ha llevado a que cientos de miles de musulmanes rohingyas hayan buscado refugio en Bangladés, desde 2017.
Emily Tendayi Achiume, la quinta Relatora Especial sobre las formas contemporáneas de racismo, discriminación racial, xenofobia y formas conexas de intolerancia, dijo sobre este caso que: “El nacionalismo de base étnica que practica la islamofobia o el antisemitismo socava los derechos de musulmanes y judíos, cualquiera que sea la ciudadanía de estos grupos…y el caso de los musulmanes rohingyas ofrece un ejemplo escalofriante al respecto”. La Relatora Especial Achiume también se refirió en general a los grupos de personas víctimas de la violación al derecho de la igualdad por motivos raciales, étnicos y de formas conexas de intolerancia, señalando que “[a]lgunos de esos grupos corren ahora un mayor riesgo de perder la ciudadanía o la condición de inmigrantes residentes, debido a la ansiedad popular y la maquinaria de seguridad nacional y, al mismo tiempo y por las mismas razones, se ven sistemáticamente excluidos de adquirir la ciudadanía o de regularizar su situación migratoria”
Un ejemplo de violación al derecho de la igualdad por motivos raciales, que se lleva a cabo de formas sutiles, es el caso de América Latina. Ariel E. Dulitzky en su artículo, «A region in Denial: Racial Discrimination and Racism in Latin America», sostiene que en América Latina se sigue perpetuando el racismo, en parte porque en América Latina se niega de forma generalizada (desde su población, hasta en sus instituciones) la existencia misma del racismo en este territorio. "Las personas de nuestra región del mundo tienden a ocultar, tergiversar y encubrir el hecho de que el racismo y la discriminación racial existe en nuestra parte del mundo. Este fenómeno de negación es un impedimento en el reconocimiento del problema y, en consecuencia, obstaculiza las medidas efectivas que podrían ser tomadas para eliminar y prevenir la discriminación racial". Dulitzky describe tres formas principales de negación de la existencia del racismo en la región: negación literal (no existe racismo), negación interpretativa (no es racismo sino otros factores) y negación con justificación (lo que está pasando se encuentra justificado). "En la realidad, la discriminación racial y el racismo, así como las fallas para reconocer este fenómeno y la ausencia de debate sobre estos problemas en América Latina, son simplemente parte integrante de lo que podría denominarse como el "déficit democrático" que nosotros experimentamos en esta región. La igualdad, en relación a la raza, el género, la etnicidad, etc., aún se encuentra muy lejos de ser vista en la región como un requisito esencial y básico para la democracia. La igualdad no puede existir sin democracia, ni la democracia no puede existir sin igualdad. Por tanto, la lucha para solidificar la democracia es un paso fundamental en la lucha contra el racismo y la discriminación racial."

## Derecho a la igualdad e igualdad de género

Símbolo genérico de la igualdad de género.

El derecho a la igualdad incluye a la igualdad de género, ésta significa que las mujeres y los hombres tienen que tener los mismos derechos y deberes. Sin embargo, las normas sociales de género, desde las diferentes legislaciones, hasta las diferentes costumbres alrededor del mundo, históricamente han valorado de forma diferente a las mujeres y los hombres. "Es preciso desactivar los nocivos estereotipos de género, de modo que a las mujeres no se les perciba según las pautas de lo que “deberían” hacer sino que se les considere por lo que son: personas singulares, con sus propios deseos y necesidades."
"Sistemáticamente a las mujeres se les niegan los mismos derechos laborales que tienen los hombres. La violencia y la explotación sexual, la división desigual del trabajo no remunerado -tanto doméstico como en el cuidado de otras personas- y la discriminación en la toma de decisiones en el ámbito público son grandes obstáculos que aún persisten. El cambio climático y los desastres continúan teniendo un efecto desproporcionado en las mujeres y los niños, al igual que el conflicto y la migración." Por lo tanto, "el trabajo práctico de la igualdad entre hombres y mujeres puede implicar la modificación de normas discriminatorias, contrarrestar la violencia sexualizada, elevar la representación de las mujeres en puestos de decisión y llamar la atención sobre la forma en que otras formas de opresión están relacionadas con el sexo".
La urgencia de promover la igualdad de género es tal, que se encuentra dentro de los Objetivos de Desarrollo Sostenible del Programa de las Naciones Unidas para el Desarrollo (PNUD), como el Objetivo 5. El PNUD destaca que "poner fin a todas las formas de discriminación contra las mujeres y niñas no es solo un derecho humano básico, sino que además es crucial para el desarrollo sostenible. Se ha demostrado una y otra vez que empoderar a las mujeres y niñas tiene un efecto multiplicador y ayuda a promover el crecimiento económico y el desarrollo a nivel mundial".
La falta de acceso a la educación y a oportunidades de trabajo es una de las principales consecuencias de la falta de igualdad de género en el mundo. Según el PNUD, "103 millones de jóvenes en el mundo carecen de habilidades básicas de alfabetización, y más del 60% de ellos son mujeres." Esto trae consigo un acceso reducido a los recursos económicos y productivos, condiciones deficientes de salud y bienestar y mayores obstáculos para la participación de esferas de toma de decisiones. En materia laboral, las mujeres aún no tienen una participación plena en el trabajo y no gozan de igual remuneración monetaria a pesar de desarrollar las mismas actividades que los hombres. "A nivel mundial, las mujeres ganan solo 77 centavos por cada dólar que ganan los hombres haciendo el mismo trabajo".
En 1979 se aprobó la Convención sobre la Eliminación de todas las formas de discriminación (CEDAW, por sus siglas en inglés). Este documento sintetiza el conjunto de derechos que los Estados deben garantizar a las mujeres en materia civil, política, económica y social. La Convención fue aprobada por las Naciones Unidas en 1979 y entró en vigor el 3 de septiembre de 1981.
En la Cuarta Conferencia Mundial sobre la Mujer, realizada en Beijing, en el año 1995, se planteó la importancia de la incorporación de la perspectiva de género en todo lo relacionado con el reconocimiento de derechos, debido a que el género es transversal a toda la estructura social y tiene efectos diferenciados en las personas a las que va dirigida la aplicación de una medida o política. De esta conferencia, se derivó la Declaración y Plataforma de acción de Beijing, que tiene como principal objetivo la eliminación de todas las formas de discriminación contra las mujeres y niñas. 
La Comisión de la Condición Jurídica y Social de la Mujer es uno de los órganos subsidiarios del Consejo Económico y Social de las Naciones Unidas. Esta comisión es la encargada de adoptar programas de trabajo plurianuales y celebrar períodos de sesiones en donde se evalúan los avances alcanzados y las brechas existentes. La Comisión de la Condición Jurídica y Social de la Mujer también se encarga de realizar recomendaciones de seguimiento a la implementación de la Declaración y Plataforma de acción de Beijing por parte de los diferentes Estados miembros, teniendo como principal objetivo la promoción de la igualdad de género y el apoderamiento de la mujer. Las recomendaciones y conclusiones de los períodos de sesiones se envían posteriormente al ECOSOC, para su seguimiento.

## Derecho a la igualdad y población LGBT

Bandera de la igualdad. Logo de la Human Rights Campaign.

El derecho a la igualdad también incluye la igualdad para la población LGBT (Lesbianas, Gays, Bisexuales y Transgénero). De acuerdo con Amnistía Internacional, "en muchos países se encarcela a personas lesbianas, gays, bisexuales, transgénero e intersexuales en aplicación de leyes que penalizan su orientación sexual o su identidad de género y convierten un beso en un delito. Se les tortura para obtener confesiones de "desviación" y se les viola para "curarlos" de ella." A las personas LGBT se les niega el disfrute de su derecho a la vida, a la libertad y a la integridad física, en condiciones de igualdad. También se les despoja de sus derechos fundamentales, como las libertades de asociación y de expresión, y se les restringen sus derechos a la vida privada, al trabajo, a la educación y a la atención médica.
En 2007, se presenta ante el Consejo de Derechos Humanos de las Naciones Unidas, en Ginebra, una carta global para los derechos LGBT, los Principios de Yogyakarta: Principios sobre la aplicación de la legislación internacional de derechos humanos con relación a la orientación sexual y la identidad de género. Estos principios no han sido adoptados por los Estados en forma de tratado, por tanto no constituyen un instrumento vinculante por sí mismos. Sin embargo, sus redactores pretenden que los Principios de Yogyakarta sean adoptados como una norma universal, esto es, un estándar jurídico internacional de obligatorio cumplimiento para los Estados. Desde la introducción de los Principios de Yogyakarta se declara que "todos los seres humanos nacen libres e iguales en dignidad y derechos. Todos los derechos humanos son universales, complementarios, indivisibles e interdependientes. La orientación sexual y la identidad de género son esenciales para la dignidad y la humanidad de toda persona y no deben ser motivo de discriminación o abuso."
En junio de 2016, la Resolución de Protección contra la violencia y la discriminación por motivos de orientación sexual e identidad de género, es aprobada por parte del Consejo de Derechos Humanos, en la Asamblea General de las Naciones Unidas. Esta resolución: "1. Reafirma que todos los seres humanos nacen libres e iguales en dignidad y derechos, y que toda persona tiene los derechos y libertades proclamados en la Declaración Universal de Derechos Humanos, sin distinción alguna de raza, color, sexo, idioma, religión, opinión política o de cualquier otra índole, origen nacional o social, posición económica, nacimiento o cualquier otra condición; 2. Deplora profundamente los actos de violencia y discriminación que, en todas las regiones del mundo, se cometen contra personas por su orientación sexual o identidad de género". Es importante tener en consideración que el género, como concepto, no solo se refiere a la división binaria entre hombres y mujeres. "El género no es una categoría simple. Hay personas que no se identifican ni como mujeres ni como hombres, o que tienen otro sexo que el que se les adjudicó al nacer. Todas las personas independientemente de su sexo se ven afectadas por las normas sociales de género y por cómo la sociedad valora los grupos mujeres y hombres."
Charles Radcliffe, Jefe de la Sección de Asuntos Mundiales y Organizaciones Intergubernamentales de la Oficina del Alto Comisionado de las Naciones Unidas para los Derechos Humanos (ACNUDH), afirmó que: "Aunque las leyes y las actitudes hacia el colectivo LGBT han mejorado con el paso de los años, la discriminación todavía prolifera y puede manifestarse de forma sutil". Para mayo de 2016, "setenta y seis países todavía penalizan las relaciones con personas del mismo sexo y en la mayoría de ellos no existen aún leyes eficaces contra la discriminación." Radcliffe señaló también que "quienes se oponen a la igualdad y los derechos de este colectivo, suelen apoyarse en la cultura, la religión y la tradición para justificar la denegación de derechos. Y aunque esos tres factores desempeñan una función importante en la formación de la sociedad y las conductas, nunca pueden justificar la violación de los derechos humanos."

## El derecho a la igualdad y personas con discapacidad

Pictogramas que representan diferentes capacidades: de movilidad, neurodiversidad, audiolingüísticas y de visión.

El derecho a la igualdad cobija también el derecho a la igualdad de las personas con discapacidad. Al respecto se ha hablado en diferentes documentos del derecho internacional: 
La Convención Interamericana para la Eliminación de todas las Formas de Discriminación contra las Personas con Discapacidad se aprobó el 7 de junio de 1999, por la Asamblea General de la Organización de los Estados Americanos. En el artículo 1 de dicha convención se define la discapacidad como "una deficiencia física, mental o sensorial, ya sea de naturaleza permanente o temporal, que limita la capacidad de ejercer una o más actividades esenciales de la vida diaria, que puede ser causada o agravada por el entorno económico y social." En el mismo artículo también se menciona que "la "discriminación contra las personas con discapacidad" significa toda distinción, exclusión o restricción basada en una discapacidad, antecedente de discapacidad, consecuencia de discapacidad anterior o percepción de una discapacidad presente o pasada, que tenga el efecto o propósito de impedir o anular el reconocimiento, goce o ejercicio por parte de las personas con discapacidad, de sus derechos humanos y libertades fundamentales." Más adelante el mismo artículo explica que las medidas de distinción o preferencia que adoptan los Estados para promover el derecho a la igualdad de las personas discapacitadas no constituyen una discriminación siempre y cuando "la distinción o preferencia no limite en sí misma el derecho a la igualdad de las personas con discapacidad y que los individuos con discapacidad no se vean obligados a aceptar tal distinción o preferencia. En los casos en que la legislación interna prevea la figura de la declaratoria de interdicción, cuando sea necesaria y apropiada para su bienestar, ésta no constituirá discriminación."
La Convención Internacional sobre los Derechos de las Personas con Discapacidad (CRPD, por su sigla en inglés) es un tratado internacional, aprobado por la Asamblea General de las Naciones Unidas el 13 de diciembre de 2006. Esta convención está destinada a proteger los derechos y la dignidad de las personas con discapacidad. Los Estados parte en la convención tienen la obligación de promover, proteger y garantizar el pleno disfrute de los derechos humanos de las personas con discapacidad y garantizar que gocen de plena igualdad ante la ley. En esta convención se hace un especial énfasis en la aplicación de los derechos específicos establecidos en dicha convención y explicados en los artículos 8-9, 19-20, 26, 29-31: el derecho a vivir independientemente y ser incluido en la comunidad, a la movilidad de las personas, habilitación y rehabilitación, y al derecho a un nivel de vida adecuado, y a la participación en la vida política y pública, y la vida cultural, la recreación y el deporte (y Cultura Sorda). Además se enfatiza que las partes en la convención deben crear conciencia de los derechos humanos de las personas con discapacidad, y garantizar el acceso a las carreteras, edificios, y a la información.